# Castro de San Chuis
San Chuis es un castro prerromano ubicado en Allande (Asturias, España), declarado Bien de Interés Cultural. 

## Ubicación
El castro de San Chuis se encuentra en las inmediaciones surorientales de la localidad de San Martín de Beduledo, parroquia de Santa María de Celón, concejo asturiano de Allande. Al sur se encuentra el núcleo de Santa Eulalia, mientras que hacia el sureste se localiza el de Pumar.
En concreto, el asentamiento se instala en uno de los altos (el más elevado del entorno, con una altitud máxima de 783 m) que salpican la línea de cumbres aplanadas que conforman el cordal que separa los valles de los ríos Prada (al Norte) y Abaniecha (al Sur), tributarios ambos del Nisón, afluente del Arganda, que a su vez desemboca en el Narcea por su margen izquierda.

## Descripción
El recinto fortificado presenta una planta aproximadamente triangular y se encuentra delimitado por un sistema defensivo compuesto de diversos fosos y una muralla modular, que bordea todo el perímetro.
La presencia de los fosos se limita a los flancos más vulnerables, no detectándose su presencia en los restantes. Así, al Oeste, una gran trinchera adelantada protege la faja de terreno que queda entre ella y la muralla, a modo de antecastro. Hacia el Suroeste se multiplican las líneas defensivas hasta alcanzarse la cifra de seis fosos, con sus respectivos contrafosos. Las vertientes oriental y septentrional carecen de defensas reconocibles más allá del cinturón murado. Se han identificado en el flanco oriental los restos de lo que ha sido interpretado como puerta de acceso.
En el transcurso de las diversas intervenciones realizadas han sido exhumadas en el interior del recinto, ya sea de modo parcial o completo, una veintena larga de construcciones, aunque su coetaneidad no parece probable y la integración de varias estancias en una única entidad edilicia, sobre todo en el barrio alto, altamente plausible.
En el barrio alto de la zona Noreste se han identificado un total de quince construcciones (ocho en las excavaciones de los sesenta y las siete restantes en las de los ochenta) que presentan mayoritariamente plantas sencillas circulares u oblongas de fisonomía habitual en el mundo castreño prerromano. Únicamente dos edificios rompen esta norma y muestran plantas cuadrangulares, en un caso compartimentada en sendas estancias, como suele ser frecuente en el mundo castreño romano.
Se da la circunstancia que esta construcción se yuxtapone a una de las cabañas de planta circular referidas.
En el barrio alto se observan, al menos, otras ocho construcciones, si bien alguna de ellas parecen integrarse en una o varias unidades de habitación de planta compleja y clara vinculación a los horizontes de ocupación altoimperiales. Junto a estas estancias de esquinas cuadrangulares nos encontramos con otros edificios de planta circular en algún caso claramente amortizados por el complejo doméstico romano.

## Descubrimiento e investigación

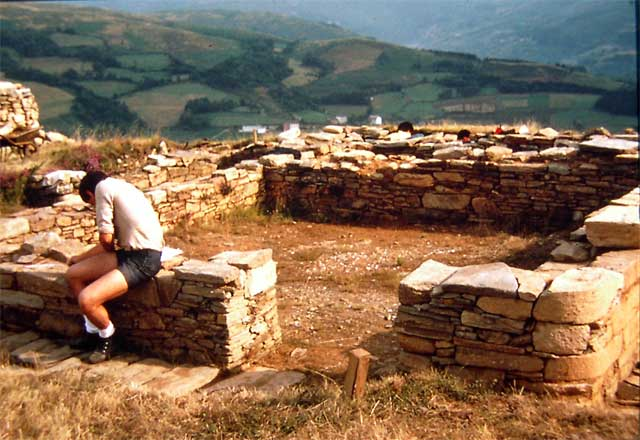
Excavaciones

El descubrimiento del yacimiento se remonta al año 1952 y corrió a cargo del vecino del concejo José Lombardía Zardaín. Gracias a este hallazgo y a través del contacto establecido con la intermediación de Alfonso Pérez Garrido, se producirá el reconocimiento del castro realizado por Francisco Jordá Cerdá, responsable por entonces del Servicio de Investigaciones Arqueológicas de la Diputación Provincial de Asturias, y Carlos María de Luis.
Más tarde, en julio de 1962, J.M. González, en el marco de su sistemática prospección arqueológica de la geografía asturiana, reconocerá el castro, procediendo a su descripción y a la elaboración de un detallado croquis. Con posterioridad, en 1966, el yacimiento será referido en su obra Catalogación de los castros asturianos. Inmediatamente después, en agosto de 1962, darán comienzo las tareas de excavación, dirigidas por el profesor F. Jordá Cerdá, en la zona conocida como barrio bajo. Estas labores se prolongaron al año siguiente, con una nueva campaña estival, codirigida en esta ocasión por Elías Domínguez. Sin embargo, los resultados de este bienio investigador permanecieron silenciados hasta 1975, cuando se aborda la publicación del catálogo de los materiales romanos expuestos en las salas del Museo Arqueológico de Oviedo, algunos de los cuales procedían de las excavaciones de los años 60. En concreto, se publicarán en este catálogo, un lote de cerámicas de paredes finas procedentes del alfar zamorano, posteriormente reconocido, de Melgar de Tera. Algo similar acontecerá más tarde, en 1982, momento en el que se publicará el catálogo correspondiente a las salas de la Edad del Hierro. En este mismo año, C. Fernández Ochoa (1982) recogerá en su tesis doctoral referencias a propósito del yacimiento, en una obra de síntesis que representará la puesta al día de los conocimientos que por aquel entonces se tenían del mundo romano en Asturias.
A partir de los datos recogidos en los diarios de excavación, J.L. Maya incluirá así mismo, poco tiempo después, las conclusiones relativas al yacimiento tanto en diversos artículos como en su obra de síntesis sobre los castros en Asturias.
Habrá que aguardar al año 1979 para asistir a la reanudación, bajo la dirección de nuevo de F. Jordá Cerdá, de las campañas de excavaciones, que se prolongarán hasta el verano de 1986. Estos trabajos, que se concentrarán ahora principalmente en el denominado barrio alto, tendrán una mayor repercusión bibliográfica, encontrándose en el origen de varios artículos tanto de orden general como relativos a aspectos particulares de la cultura material como la cerámica.
En 1996 se asiste a la reactivación de las referencias al yacimiento gracias a la publicación de ciertas dataciones radiométricas que supondrán la definitiva confirmación de la existencia de horizontes de ocupación prerromanos, ya sugerida anteriormente. El procesamiento de las muestras, enviadas al Laboratori de Datació per Radiocarboni de la Universidad de Barcelona (UBAR) en 1990 y 1992 respectivamente, fue sufragado por fondos del Instituto Tecnológico Geominero de España en el marco del Programa Básico de I+D de Geología Ambiental (1989-1992).
En el año 1997 la Consejería de Cultura encarga a Ángel Villa Valdés la redacción del Plan Director de la Cuenca del Navia, en el que queda integrado el yacimiento, contemplándose actuaciones encaminadas al acondicionamiento, la señalización, la consolidación y restauración de estructuras y la práctica de sondeos arqueológicos. Hasta el momento, se han realizado trabajos periódicos de limpieza y acondicionamiento general, así como sendas campañas de restauración en los años 2005 y 2006. Solapado temporalmente con la inclusión en el referido Plan Director se inicia en el año 1997 el proyecto denominado Investigaciones Arqueológicas en el Castro de San Chuis (Allande, Asturias): Últimos trabajos y Memoria Final, dirigido por J.F. Jordá Pardo y M. García Martínez y que contribuyó a la investigación con diversas aportaciones bibliográficas. Los objetivos del proyecto se enfocaron al levantamiento topográfico, al inventario de materiales, a la prospección geofísica, a la datación radiocarbónica y al estudio de restos faunísticos y antracológicos.
Cabe en última instancia referir las aportaciones bibliográficas más recientes, destinadas, de una parte, a la actualización, desde la perspectiva general del estado de la cuestión sobre la cultura castreña regional, de lo conocido del yacimiento y de otra, a la revisión y publicación de los materiales cerámicos exhumados en las excavaciones de los años 60 desde presupuestos actuales y a partir de la consulta de los viejos diarios de excavación.
La elaboración de la secuencia histórica del yacimiento ha experimentado una evolución curiosa, ya que, a pesar de que las excavaciones sistemáticas no se han reanudado desde el verano de 1986, las periódicas revisiones de sus resultados han supuesto una adaptación de ésta a las teorías que en cada momento se han encontrado en boga sobre el mundo castreño.
Ya en los primeros trabajos que hacen referencia al castro se hace hincapié en su fase romana y su vinculación con la organización administrativa y económica de un territorio en que destacan los importantes recursos auríferos. Esta es la situación que nos encontramos en el momento en que arreciará, entre finales de los 80 y comienzos de los 90 la polémica entre la tesis que postulaba una ocupación prerromana de los castros del occidente asturiano, a pesar de no hallarse argumentos que la confirmen en el caso concreto de San Chuis, y la que defendía la inexistencia de niveles de la Edad del Hierro y la fundación ex novo en tiempos altoimperiales de los castros conocidos por aquel entonces en la comarca, incluyendo, claro está, a San Chuis, que pasaría por ser uno de los ejemplos más notables.
La paulatina incorporación de castros a la nómina de yacimientos con probadas ocupaciones en la Edad del Hierro pondrá punto final a esta controversia historiográfica. Desde la década de los 90 del pasado siglo, gracias en buena medida al auxilio del radiocarbono, se empezarán a conocer los horizontes prerromanos de algunos yacimientos, tanto en el centro-oriente de la región, en lugares como la Campa Torres o diferentes asentamientos de la ría de Villaviciosa como El Picu Castiellu de Moriyón, El Castillo de Camoca o La Corolla, como en el occidente, comenzando por el Chao Samartín, que servirá de estímulo a la revisión de los viejos datos de San Chuis.
En este proceso representará un papel crucial el procesamiento de muestras radiométricas procedentes del yacimiento, alguna de las cuales aportó fechas sustancialmente antiguas. En concreto, la muestra UBAR-351, extraída del nivel basal de una secuencia estratigráfica registrada en el barrio alto, ofrece una fecha que podría retrotraernos a la primera mitad del siglo VIII a. C. Esta datación, junto a los evidentes paralelos de todo orden (semejanzas topográficas, concomitancias locacionales, etc) que presenta el asentamiento respecto a otros, especialmente el Chao Samartín, con probada ocupación en estos tiempos, avalan la posibilidad de un primer episodio de ocupación del sitio remontable a comienzos del siglo VIII a. C. La vigencia de este asentamiento primitivo no está aclarada, pero constituye en cualquier caso la constatación de la integración del yacimiento en una dinámica histórica que hunde sus orígenes en la fase final de la Edad del Bronce y para la que cada vez disponemos de un mayor número de evidencias y sospechas, concretadas en yacimientos como el referido Chao Samartín (Grandas de Salime), Os Castros (Taramundi), El Picón (Tapia de Casariego), el Cortín dos Mouros (Santa Eulalia de Oscos) o A Forca (Grado).

## Ocupación
Lo que ha quedado definitivamente claro gracias a estas nuevas dataciones y a la universalización del registro de horizontes prerromanos en la mayor parte de los yacimientos castreños investigados, es la ocupación de la Edad del Hierro. De hecho, entre las muestras procesadas a comienzos de los 90, dos de ellas (UBAR- 218 y UBAR-350) proporcionan datas inequívocas de la Edad de Piedra. A este argumento, hay que añadir la constatación de un expresivo repertorio material adscribible a este periodo histórico que incluye piezas metálicas, líticas y cerámicas y la validez del viejo registro de superposiciones y reformas en las diferentes construcciones que componen el caserío y que sugieren dos modelos arquitectónicos bien diferenciados: uno prerromano de plantas únicas oblongas o circulares y otro romano de plantas compartimentadas rectilíneas o con esquinas redondeadas. En estos tiempos se instala sobre la colina un poblado intensamente fortificado, de tipología acorde a lo común en esta etapa. Se trata de un recinto en el que se despliega un sistema defensivo imponente en el que la proliferación de fosos completa el esfuerzo poliorcético que representa una muralla de módulos del tipo habitual en la segunda Edad del Hierro regional.
En época romana continúa la ocupación, aunque el poblado experimenta una profunda remodelación. La situación del yacimiento en un entorno de importantes recursos auríferos como es el valle del Narcea, su emplazamiento privilegiado y la proximidad a los itinerarios que vertebran el tránsito por la comarca, lo habilitan ante Roma como un candidato idóneo para ocupar un papel destacado en el nuevo orden político-administrativo. En este sentido, se ha postulado recientemente, siguiendo una argumentación ya sugerida con anterioridad, el ejercicio de una capitalidad comarcal, concretable en este caso en el contexto del territorio pésico y en el marco del sistema tributario articulado en civitates impuesto por la administración imperial.
La pretendida reocupación del poblado en cronologías tardorromanas se inscribe en una interpretación de conjunto asumida por la comunidad científica durante algún tiempo que fundamentaba, sobre todo, en el registro de determinados materiales cerámicos tales cronologías. La demostración de la incorrecta filiación de estos materiales, en realidad producciones regionales de cronología altoimperial, han invalidado los argumentos sustentantes de la hipótesis de la reocupación tardía, carente por lo demás de pruebas complementarias.